# ورسهاوزن
ورسهاوزن (به آلمانی: Wehrshausen) یک منطقهٔ مسکونی در آلمان است که در هسن واقع شده‌است. ورسهاوزن ۶۹۷ نفر جمعیت دارد.